# Graduate University for Advanced Studies

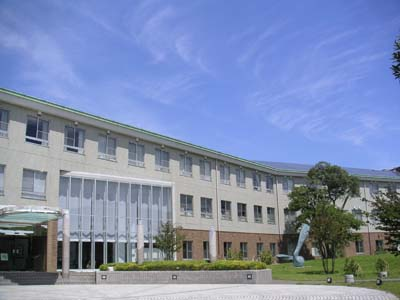
Hayama-Campus (2004)

Die Graduate University for Advanced Studies (engl. für jap. 総合研究大学院大学 Sōgō kenkyū daigakuin daigaku, dt. „Graduiertenuniversität für interdisziplinäre Forschung“, kurz: SOKENDAI (総研大 Sōkendai)) ist eine staatliche Universität in Japan. Der Hauptcampus liegt in Hayama in der Präfektur Kanagawa.
Weil die Universität eine Graduiertenuniversität ist, fehlen ihr die Bachelorstudiengänge; sie besteht aus Doktorkursen. Die Studenten studieren meist an den Forschungsinstituten der Inter-University Research Institute Corporation. Der Hayama-Hauptcampus ist als Stätte für Zeremonien und internationale Konferenzen gebraucht.
Gegründet wurde die Universität im Oktober 1988 in Yokohama (Nagatsuta(Suzukakedai)-Campus der Tōkyō Kōgyō Daigaku). 1995 zog die Universitätsverwaltung in den heutigen Hayama-Campus um.

## Fakultäten
Die Graduiertenschule bietet 20 Programme an den 20 Campus (19 Forschungsinstitute der Inter-University Research Institute Corporation und der Hayama-Hauptcampus) an.
- Graduate Institute for Advanced Studies (jap. 先端学術院 sentan gakujutsu in; 3- oder 5-jährige Doktorkurse)
  - Anthropological Studies – am Nationalmuseum für Ethnologie (Mimpaku)
  - Japanese Studies – am International Research Center for Japanese Studies (Nichibunken)
  - Japanese History – am Nationalmuseum der japanischen Geschichte (Rekihaku)
  - Japanese Literature – am National Institute of Japanese Literature (NIJL)
  - Japanese Language Sciences – am National Institute for Japanese Language and Linguistics (国立国語研究所)
  - Informatics – am National Institute of Informatics (NII)
  - Statistical Science – am Institute of Statistical Mathematics (ISM, 統計数理研究所)
  - Particle and Nuclear Physics – am Institute of Particle and Nuclear Studies (IPNS, 素粒子原子核研究所)
  - Accelerator Science – am Acceletor Laboratory / Applied Research Laboratory vom KEK (Forschungszentrum)
  - Astronomical Science – am National Astronomical Observatory of Japan (NAOJ)
  - Fusion Science – am National Institute for Fusion Science (NIFS, 核融合科学研究所)
  - Space and Astronautical Science – am Institute of Space and Astronautical Science (ISAS)
  - Molecular Science – am Institute for Molecular Science (IMS, 分子科学研究所)
  - Materials Structure Science – am Institute of Materials Structure Science (IMSS, 物質構造科学研究所)
  - Global Environmental Studies – am Research Institute for Humanity and Nature (総合地球環境学研究所)
  - Polar Science – am National Institute of Polar Research (NIPR)
  - Basic Biology – am  National Institute for Basic Biology (NIBB)
  - Physiological Sciences – am National Institute for Physiological Sciences (NIPS, 生理学研究所)
  - Genetics – am National Institute of Genetics (NIG)
  - Integrative Evolutionary Science – am Research Center for Integrative Evolutionary Science (am Hayama-Campus)

## Personen

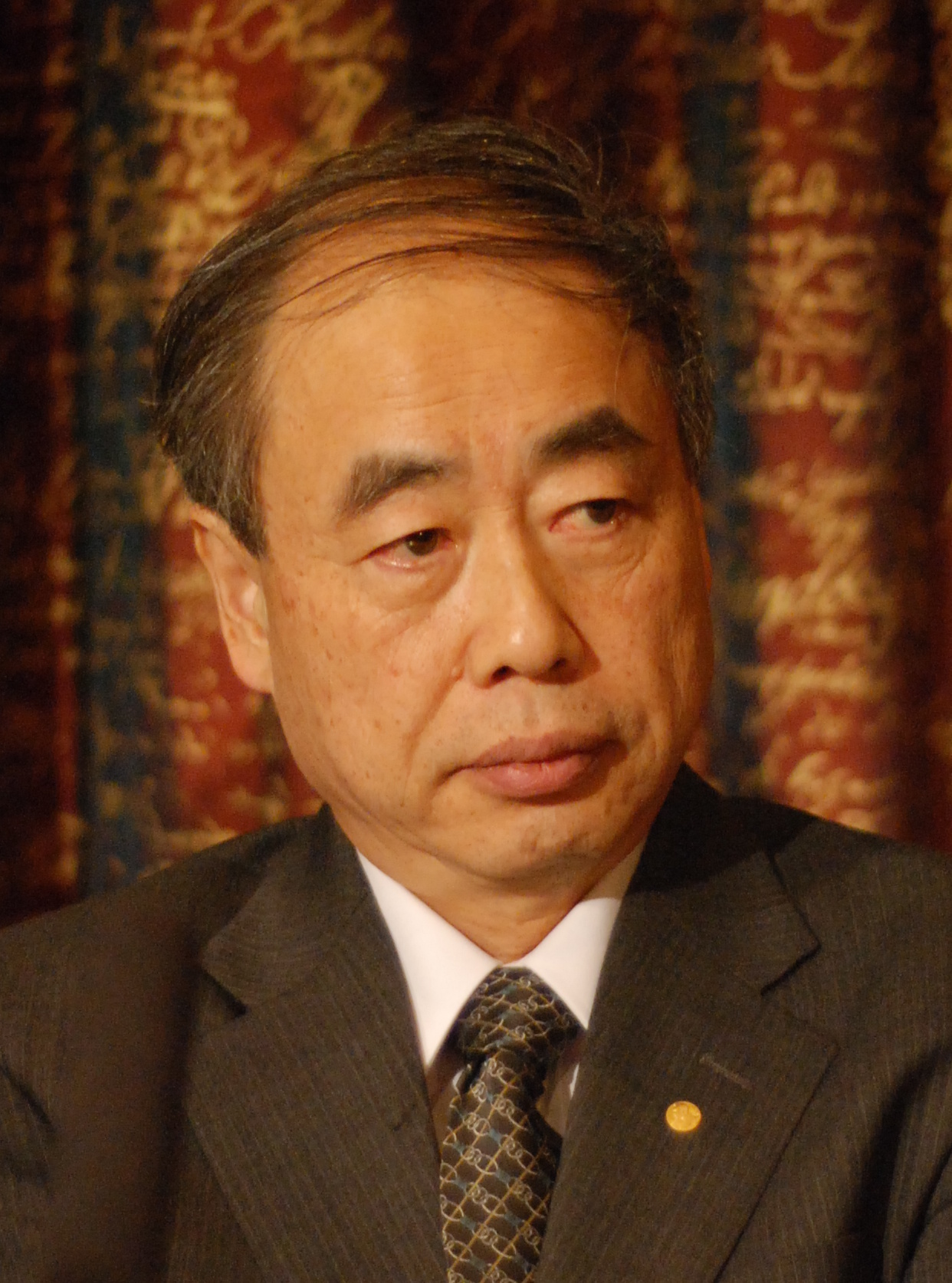
Makoto Kobayashi, emeritierter Professor, einer der Nobelpreisträger für Physik 2008 für die CKM-Matrix.
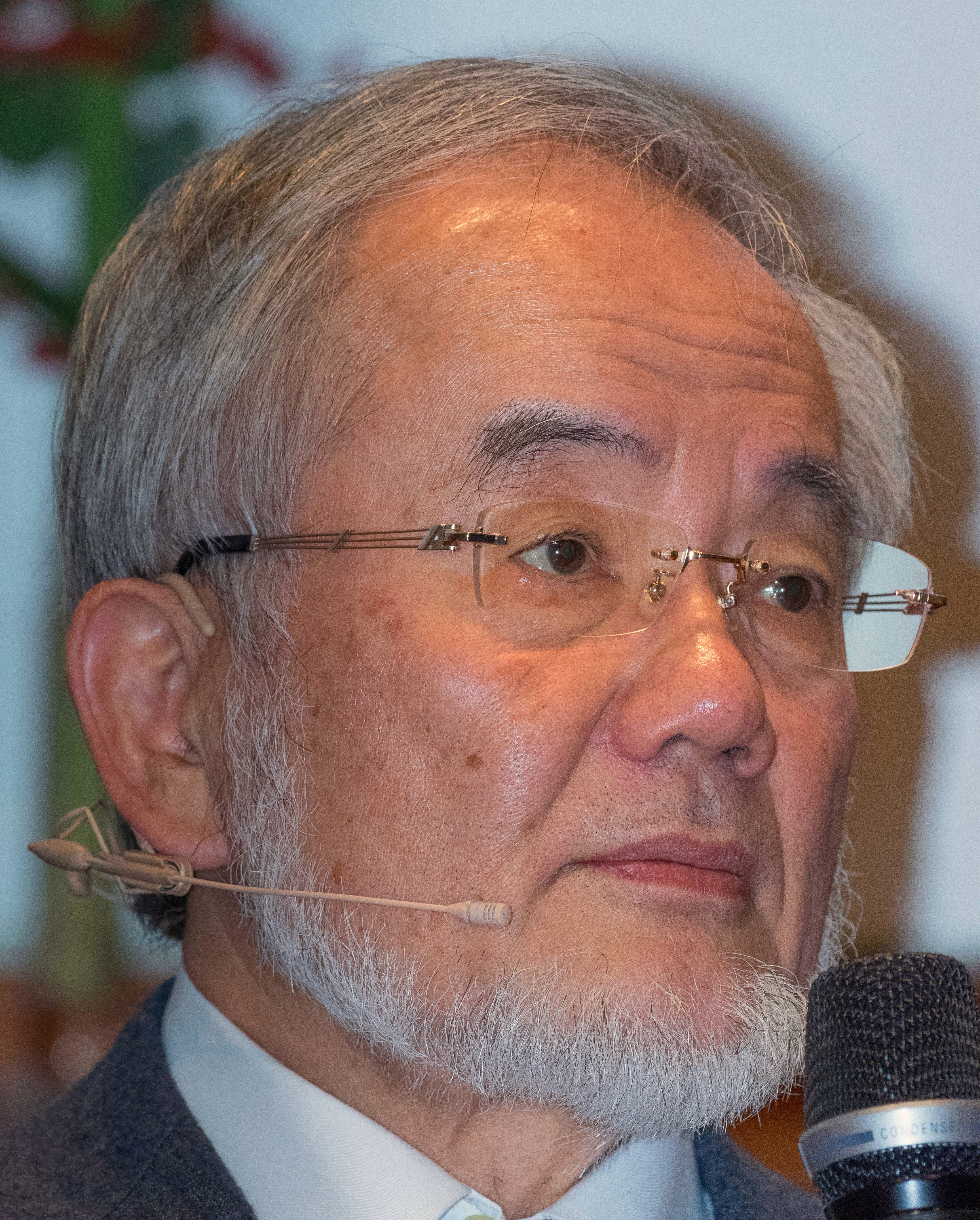
Yoshinori Ohsumi, ehemaliger Professor, Zellbiologe, Nobelpreisträger für Physiologie oder Medizin 2016.
Akishino, Kronprinz von Japan, PhD, designierter Thronfolger Japans.